# Fond-des-Blancs
 (septembre 2024).
Si vous disposez d'ouvrages ou d'articles de référence ou si vous connaissez des sites web de qualité traitant du thème abordé ici, merci de compléter l'article en donnant les références utiles à sa vérifiabilité et en les liant à la section « Notes et références ».
 (octobre 2024).
La mise en forme du texte ne suit pas les recommandations de Wikipédia : il faut le « wikifier ».
Les points d'amélioration suivants sont les cas les plus fréquents. Le détail des points à revoir est peut-être précisé sur la page de discussion.
- Les titres sont pré-formatés par le logiciel. Ils ne sont ni en capitales, ni en gras.
- Le texte ne doit pas être écrit en capitales (les noms de famille non plus), ni en gras, ni en italique, ni en « petit »…
- Le gras n'est utilisé que pour surligner le titre de l'article dans l'introduction, une seule fois.
- L'italique est rarement utilisé : mots en langue étrangère, titres d'œuvres, noms de bateaux, etc.
- Les citations ne sont pas en italique mais en corps de texte normal. Elles sont entourées par des guillemets français : « et ».
- Les listes à puces sont à éviter, des paragraphes rédigés étant largement préférés. Les tableaux sont à réserver à la présentation de données structurées (résultats, etc.).
- Les appels de note de bas de page (petits chiffres en exposant, introduits par l'outil «  Source ») sont à placer entre la fin de phrase et le point final[comme ça].
- Les liens internes (vers d'autres articles de Wikipédia) sont à choisir avec parcimonie. Créez des liens vers des articles approfondissant le sujet. Les termes génériques sans rapport avec le sujet sont à éviter, ainsi que les répétitions de liens vers un même terme.
- Les liens externes sont à placer uniquement dans une section « Liens externes », à la fin de l'article. Ces liens sont à choisir avec parcimonie suivant les règles définies. Si un lien sert de source à l'article, son insertion dans le texte est à faire par les notes de bas de page.
- La présentation des références doit suivre les conventions bibliographiques. Il est recommandé d'utiliser les modèles {{Ouvrage}}, {{Chapitre}}, {{Article}}, {{Lien web}} et/ou {{Bibliographie}}. Le mode d'édition visuel peut mettre en forme automatiquement les références.
- Insérer une infobox (cadre d'informations à droite) n'est pas obligatoire pour parachever la mise en page.

Pour une aide détaillée, merci de consulter Aide:Wikification.
Si vous pensez que ces points ont été résolus, vous pouvez retirer ce bandeau et améliorer la mise en forme d'un autre article.
Fond-des-Blancs est une commune de l'arrondissement d'Aquin située dans le département du Sud depuis le 23 octobre 2015, date de la publication du décret présidentiel au journal official le Moniteur créant la nouvelle commune. 
La commune, avec son centre Sainthon, est composée selon la nouvelle législation de deux sections communales : 1ère Fond-des-Blancs et 2ème Frangipane.
Fonds des Blancs est situé au sud-est de Miragoane. Pour s’y rendre on prend la route nationale # 2 d'Haïti jusqu'au Carrefour Monsignac en passant par la route principale; la route 202 en direction de la localité de Saint-Thon qui représente le cœur névralgique de la commune de Fond-des-Blancs. En se dirigeant vers cette section communale on découvrirait le beau paysage naturel calme et profond des différentes localités qui la compose.

## Les Localités de Fond-des-Blancs
À côté de la voie principale,  les Fond-des-Blancois peuvent accéder également à leur commune par des voies secondaires en passant Par Bainet ou Aquin et Cotes de fer en passant par carrefour 44.
Les différentes localités qui forment Fond-des-Blancs sont : 
Lhomond à côté duquel on trouve Belle-Rivière, Losier, Gapi, Godé, Godet  qui conduit à Bainet vers  l’est
On trouve également: 
Gousse à côté duquel on trouve: Founo, Morne à Bruler,  Dubois, Noracin, Frangipane, Gran Bwa, kapajan, jaknak, Pilaurant, Mapou,  conduisant à Fonds des Nègres,  
Dugué  à côté duquel on trouve, Plaine karounouf, Périne, Lanson, Cacique, Damagnac, Bel-Air, Fraîcheur, capin
Puis St thon, à côté duquel on trouve : Savane Sainton, Damagnac, Murier, Guêpe, Balangnin, Adonis, La Baleine, Buissereth, Gaspard,  Colas, Bernadel, Bellegarde, Croix-Paul, Saint-Jules, Pi-Shasha, Kamillé, Laborieux, Mouilla-foukete conduisant à Aquin et  Cote de Fer.
Mise à part de quelques plaine comme plaine de Lhomond, de Diguer et de St-thon, le relief de Fonds-des-Blancs  reste en grande partie montagneux avec beaucoup de pentes abruptes et de ravines sinueuses qui constitue une merveille de trésor naturel pour les touristes en quête d’un profond recueillement et de tranquillité à travers sa brise légère et régulière qui caresse  l’ensemble de son relief, Fond-des-Blancs comporte différentes ravines tels que la ravine Dubois, la ravine Dano, la ravine Danger, ravine Gapi, ravine Noracin, la ravine Tithon, ravine Perine, etc. 
Au tout profond de ces ravines et montagnes  naissent deux grandes rivières: la rivière de Lhomond et la rivière de Diguer  qui constituent une référence dans la vie de ses habitants. 
À travers un climat  froid atteignant -3 degré Celsius en hiver et un climat sec et humide jusqu’ à même atteindre 39 degré Celsius en été, Fond-des-Blancs possède une très grande source d’eau avec un très fort débit : la source Dindène de Diguer. Cette source d’eau fraiche et limpide alimente la population de Fond-des-Blancs en eau potable pour leurs besoins de la vie quotidienne.
En outre, il convient de souligner l'existence de pas mal de Bassin dont le bassin de Cote Dor, le Bassin Gapi, le bassin de Noracin, bassin Madarine  constituent des atouts naturels très significatif pour les touristes et visiteurs en quête de véritable repos et d’exploration.
En dehors de ces atouts naturels,  différentes célébrations estivales couronnent les vertus de saint patron de certaines localités tout en animant la vie pour la jeunesse à cote de leurs activités sportives préférées qui restent le football, le gaguère ou combat de coq et certains jeux de société.
Parmi les différentes fêtes champêtres caractérisant la vie de cette commune d’Haiti, il convient de citer : la fête patronale de Saint François Xavier de St-Thon le 3 décembre, Fête paroissiale de St Rose de Fond-des-Blancs le 23 Aout, Fête Marie Madeleine le 22 juillet à Franchipane,  et la fête notre Dame de la Mercie  de Gousse célébrée le 24 septembre.

## Démographie
La population de Fond-des-Blancs est estimée à 17 549 habitants en 1989, largement métissés (surtout dans la première section), issus des différents groupes de populations qui ont migré vers cette région au cours de l'histoire dont les Français, les Polonais et les Africains, etc.

### Migration
Il existe un fort mouvement de population de cette région vers la capitale ou vers d'autres villes de l'Amérique du Sud et de la Caraïbe, principalement des départements français d'outre-mer (Guyane, Martinique). L'émigration vers le Brésil est récente. De nombreux expatriés de Fond-des-Blancs résident aux États-Unis, au Canada et en Europe.

## Économie
Généralement, lorsqu'on parle de Fond-des-Blancs, les gens ont tendance à faire référence à Saint-Thon, centre de la 1re section qui monopolise les principales activités dont le marché communal, l’hôpital St-Boniface et les bureaux publics (le tribunal de paix, le bureau d’état civil, etc.).Toutefois, la commune comporte de nombreuses habitations très anciennes dont Lhomond, Buissereth, Gaspard, Bernadel, Bellegarde, Croix-Paul, Saint-Jules, etc.
Les principales productions de cette région sont le petit-mil ou sorgho, le maïs, le pois noir et d'autres haricots, le pois congo. C'est un grand producteur de fruits tels que les agrumes, les oranges, les avocats, etc. Fond-des-Blancs dispose d'une solide couverture végétale en dépit du phénomène de déboisement.
Située dans les confins du département Sud d’Haïti, la nature est encore verdoyante à Fond-des-Blancs. Mais pour s’y rendre, il faut difficilement parcourir 18 kilomètres de route en terre battue et rocailleuse.
Y vivre quotidiennement demeure chose difficile, particulièrement du point de vue socio-économique. Les activités économiques sont rares là-bas. Il existe deux lieux d’échanges: marchés de Saint-Thon et de Lhomond qui fonctionnent respectivement les lundi, vendredi et mercredi. Les conditions d’existence sont difficiles dans cette zone secondaire du pays.
D’ailleurs, les paysans s’adonnent  très peu à la culture de la terre, à cause des parcelles de terre dont ils disposent et l’absence totale de canaux d’irrigation dans la région. Pourtant, la rivière de « Lhomond » qui traverse la route menant au quartier central de Fond-des-Blancs et qui représente un véritable obstacle aux véhicules et aux piétons lorsqu’elle est en crue, offre de nombreuses potentialités devant permettre d’irriguer la terre.
L’agriculture est très peu remarquée à plusieurs endroits de Fond-des-Blancs. Découragés, les cultivateurs semblent avoir définitivement déposé les outils. Sauf les machettes et les haches qui représentent encore de véritables ennemis pour les arbres, abattus pour la fabrication du charbon de bois et/ou pour utiliser à la cuisson des aliments de survie.
« Nous avons de sérieux problèmes ici, notamment au niveau de l’agriculture. Il n’y a pas de canaux d’irrigation. Nous cultivons la terre en espérant que la pluie vienne à notre secours. Mais la nature n’est pas toujours clémente », se plaint Tido, un paysan cultivateur qui nourrit encore un peu de foi dans le sol aride.
Le marasme économique constitue une véritable entrave à la vie communautaire. Nombreux sont les adultes qui vivent au chômage. Les jeunes, pour la plupart, sont livrés à eux-mêmes. Certains tombent facilement dans l'oisiveté quand ils ne peuvent pas s’adonner au taxi-moto. Quant à l’éducation, elle n’est pas de qualité à Fond-des-Blancs.
Privé d’électricité, Fond-des-Blancs où les colons blancs se refugièrent du temps de la colonie pour échapper à l’assaut « Koupe tèt, boule kay » de l’Empereur Jean-Jacques Dessalines, sombre jour et nuit dans le noir depuis son existence. Côté sécurité, la situation est très précaire. Aucune présence de la police nationale n’est remarquée à Fond-des-Blancs. Pas même un petit commissariat.
En matière de soin de santé, la situation est aussi très morose. Un habitant qui veut avoir accès à un minimum de soin, est obligé de se rendre à Port-au-Prince ou d’aller à l’unique hôpital Saint-Boniface de Fond-des-Blancs, Œuvre  de  Père Gouello, ancien prête de la paroisse Saint-François-Xavier. Ce centre hospitalier accueille annuellement environ 30.000 patients venant de partout d’Haïti, selon ce qu’a indiqué un notable de la zone.
Néanmoins, cette section communale offre, en dépit de tout, de nombreuses potentialités et pourrait faire l’objet de grandes curiosités. Les gens sont très hospitaliers et prêts à accueillir les étrangers avec manière. Il faut dire que tout n’est pas perdu. Il y a une lueur d’espoir dans l’ombre.
Grâce au dévouement et la bonne volonté des natifs de Fond-des-Blancs éparpillés aux États-Unis, au Canada, en France, en Martinique, en Guadeloupe et en Guyane, des projets sont en cours d’exécution. Des fils et des filles de la diaspora, principaux fer de lance de la communauté, s’activent inlassablement à relever le niveau de leur localité.
Les infrastructures routières et un réseau d’électricité constituent les grands besoins de Fond-des-Blancs qui nécessite des investissements sérieux dans ces domaines précis, en production de biens et de services mais également en formation technique et supérieure pour les jeunes.
- Lumene

- Charlemeau
- Leveille
- Augustin
- Bruno
- Vilsaint
- Buissereth
- Bernadel
- Lalanne
- Jean-Pierre
- Guirand
- Mascary
- Volel
- Laude
- Maignan
- Etienne
- Guerrier
- Mezilien
- Thalon

• Laurent

- Lorthé
- Ismé
- Lamy
- Guillaume
- Leclerc
- Francoeur
- Poteau
- Peltrop
- Pompee
- Cadelis
- Léon
- Alexandre
- POULARD
- Vibert
- Raymond
- Charles
- Labady
- Beaudoin

## Religions
Du point de vue religieux, la population de Fond-des-blancs est très pratiquante comme tous les Haïtiens en général. L'église catholique est dominante. Il existe de nombreux groupes religieux, tels que les évangéliques et adventistes. Le vaudou est pratiqué par quelques habitants. Toutefois, un nombre considérable d'habitants, toute religion confondue, consultent les prêtres (ou mambos) du vaudou dans les circonstances difficiles telles que la maladie ou dans le cas d'un voyage à l'étranger.